# Ute Haak
Ute Haak (* 2. Juni 1966 in Meppen) ist eine ehemalige deutsche Leichtathletin, die in den 1980er Jahren im 800-, 1500- und 3000-Meter-Lauf startete.
Ihr größter Erfolg auf der Bahn war der Gewinn der Silbermedaille über 1500 m  bei den Deutschen Meisterschaften 1987 in Gelsenkirchen. Im Crosslauf war sie 1988 und 1990 Vizemeisterin auf der Mittelstrecke. 1993 belegte sie im Crosslauf den vierten Platz in der Einzelwertung, zusammen mit Katrin Wolf und Vera Michallek gewann sie den Deutschen Meistertitel in der Mannschaftswertung. Sie startete für den LAC Quelle Fürth. Trainiert wurde sie von Harald Schmaus.
Sie ist zudem promovierte Chemikerin, ihre Dissertation fertigte sie am Institut für Organische Chemie der Universität Erlangen-Nürnberg an.